# 历城北站
历城北站是一个胶济线上的铁路车站，位于山东省济南市历城区王舍人街道，建于1904年，目前为三等站，邮政编码为250101。目前客运：办理旅客乘降；行李、包裹托运；货运：办理整车货物发到；不办理危险货物发到。
2022年，中国国家铁路集团有限公司批复，济莱高铁港沟站正式命名为历城站，本站更名为历城北站。